# Congreso CONECTAR

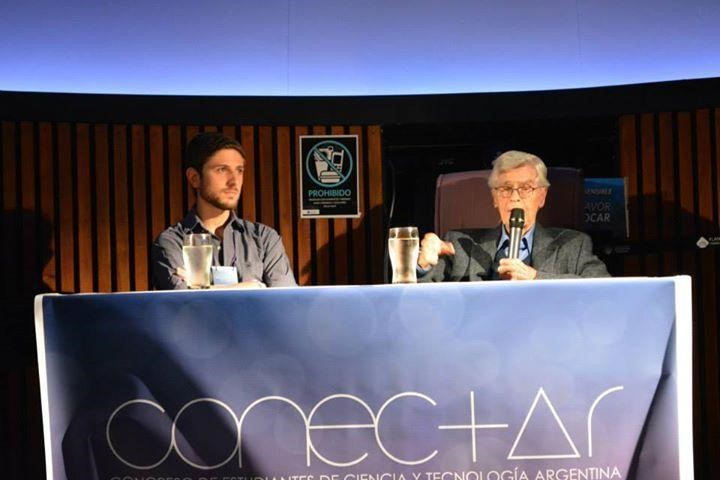
Mario Bunge a sus 95 años disertando en la II edición del Congreso CONECTAR, junto a Leandro Abaroa, fundador del congreso.

El Congreso CONECTAR es un congreso anual, interdisciplinario y de participación gratuita organizado por estudiantes de la Universidad Nacional de La Plata, para estudiantes universitarios de carreras científico-técnicas. Su primera edición se realizó en el año 2013 en el Planetario de La Plata y desde entonces expusieron en él figuras de la ciencia reconocidas a nivel nacional e internacional. Este congreso es la principal actividad del área científica que acompaña la Federación Universitaria Argentina.
Algunos expositores destacados que han disertado en el CONECTAR son el físico y filósofo Mario Bunge (2014), el expresidente de la República de Uruguay José Mujica (2015), el físico Juan Martín Maldacena, el ingeniero Miguel San Martín, la bióloga María Eugenia Farías (2017), el astrofísico Gustavo E. Romero (2014, 2015, 2018 y 2019), la física Gabriela González (2018), y el expresidente del consejo de administración de Wikimedia, Patricio Lorente (2016).
Además de charlas, en el CONECTAR se realizan también actividades de debate, de intercambio y de distensión.  

## Orígenes y objetivos
La constitución del CONECTAR tuvo lugar en enero de 2013 en la ciudad de La Plata. Sus fundadores y organizadores a lo largo de los años, salvo excepciones, son estudiantes que pertenecieron y pertenecen a la Facultad de Ciencias Astronómicas y Geofísicas (UNLP). 
Uno de los propósitos del congreso es generar relaciones que den noción del estudio interdisciplinario como forma de trabajo dentro de cualquier área científica, y reafirmar la importancia de fomentar desde la Universidad espacios de discusión de las problemáticas de las ciencias y técnicas, enfatizando en la desarticulación que existe hoy entre las distintas disciplinas y la tendencia general que hay hacia la hiper-especificidad de los temas a investigar.

## Ediciones y expositores
Hasta la fecha se han realizado siete ediciones del congreso CONECTAR desde su creación en el año 2013. En este período  asistieron aproximadamente 1500 estudiantes de carreras científico-técnicas (biología, física, ingeniería, química, astronomía, medicina, arqueología, matemática, etc.) de universidades de todo el país y de la Universidad de la República (Uruguay). En los años 2020 y 2021 el congreso no se realizó debido a la cuarentena producto de la Pandemia de COVID-19 en Argentina. 
En los paneles de apertura a lo largo de las distintas ediciones del CONECTAR han hablado figuras como José "Pepe" Mujica, expresidente de Uruguay; Fernando Tauber y Raúl Perdomo, expresidentes de la UNLP; Matín López Armengol, actual presidente de la UNLP; Jorge Elustondo, exministro de Ciencia y Tecnología de Buenos Aires; Daniel Martínez, exintendente de Montevideo, y Roberto Markarian, expresidente de la UdeLaR. Además, en estos paneles han participado varios expresidentes de la Federación Universitaria Argentina, así como también estudiantes organizadores del CONECTAR, como Leandro Abaroa, su fundador. 

### Edición I - 2013
La primera edición tuvo lugar en el Planetario UNLP durante los días 30 y 31 de agosto y 1° de septiembre. Los disertantes que participaron de esta edición fueron:
- Miguel San Martín, investigador de la NASA,  brindó una videoconferencia sobre ingeniería aeroespacial titulada ‘Director Misión Curiosity’.

- Diego Sarasola, neuropsiquiatra[12] y director del Instituto Alexander Luria, disertó sobre neuropsiquiatría y neurociencias.

- Cecilia Smoglie, física y doctora en ingeniería mecánica disertó sobre energías renovables.

- Jorge Cuello, abogado especialista en derecho ambiental, dio una charla titulada ‘Pintemos de verde la educación’.

- Hernán Pastoriza, doctor en física del Conicet disertó sobre nano-transmisores y desarrollo tecnológico.

- Héctor Vucetich, doctor en física del Conicet dio una charla en el área de cosmología acerca de materia y energía oscuras.

- Osvaldo Civitarese, físico especializado en altas energías y participante del proyecto ANDES[13] contó acerca de este proyecto.

- Rodrigo Laje: doctor en física biológica, disertó sobre el cerebro y los sistemas biológicos.

- Pablo Canziani, doctor en física especializado en ciencias de la atmósfera, dio una charla titulada ‘Estudio de problemas atmosféricos’.

- Pablo Mauas, doctor en física, disertó sobre Astrobiología.

Además de las charlas se realizaron tres comisiones de debate, cada una con un especialista a cargo, sobre los temas ‘Pedagogía en la ciencia’, ‘El sistema científico argentino’ y ‘Estudio interdisciplinario’

### Edición II - 2014
Se realizó también en el Planetario UNLP, y tuvo lugar los días 3, 4 y 5 de octubre. Los disertantes que participaron de esta edición fueron:
- Mario Bunge, físico y epistemólogo, considerado por muchos como el científico más destacado de la historia argentina. Expuso sobre “ciencidiología”, o todo lo que hace la sociedad para que la ciencia no progrese.

- Gustavo E. Romero, astrofísico y filósofo, disertó sobre la evolución del Universo.

- Leda Giannuzzi, química, disertó acerca de toxicología.

- Juan Martín Maldacena, físico argentino, brindó una videoconferencia desde Harvard sobre Teoría de cuerdas y Bosón de Higgs.

- Fabricio Ballarini, biólogo, disertó sobre neurociencias y física neurológica.

- Mariano Belaich, biotecnólogo con orientación en genética molecular, disertó sobre desarrollo tecnológico y micro física.

- Gabriel Mindlin, biofísico, dio una charla acerca de la física del canto de las aves.

- Marcelo Risk, ingeniero biomédico disertó sobre bioingeniería.

Se realizaron también tres comisiones de debate: ‘Empirismo como base de estudio científico’, ‘Inclusión científica’ y ‘La ciencia en Latinoamérica’.

### Edición III - 2015

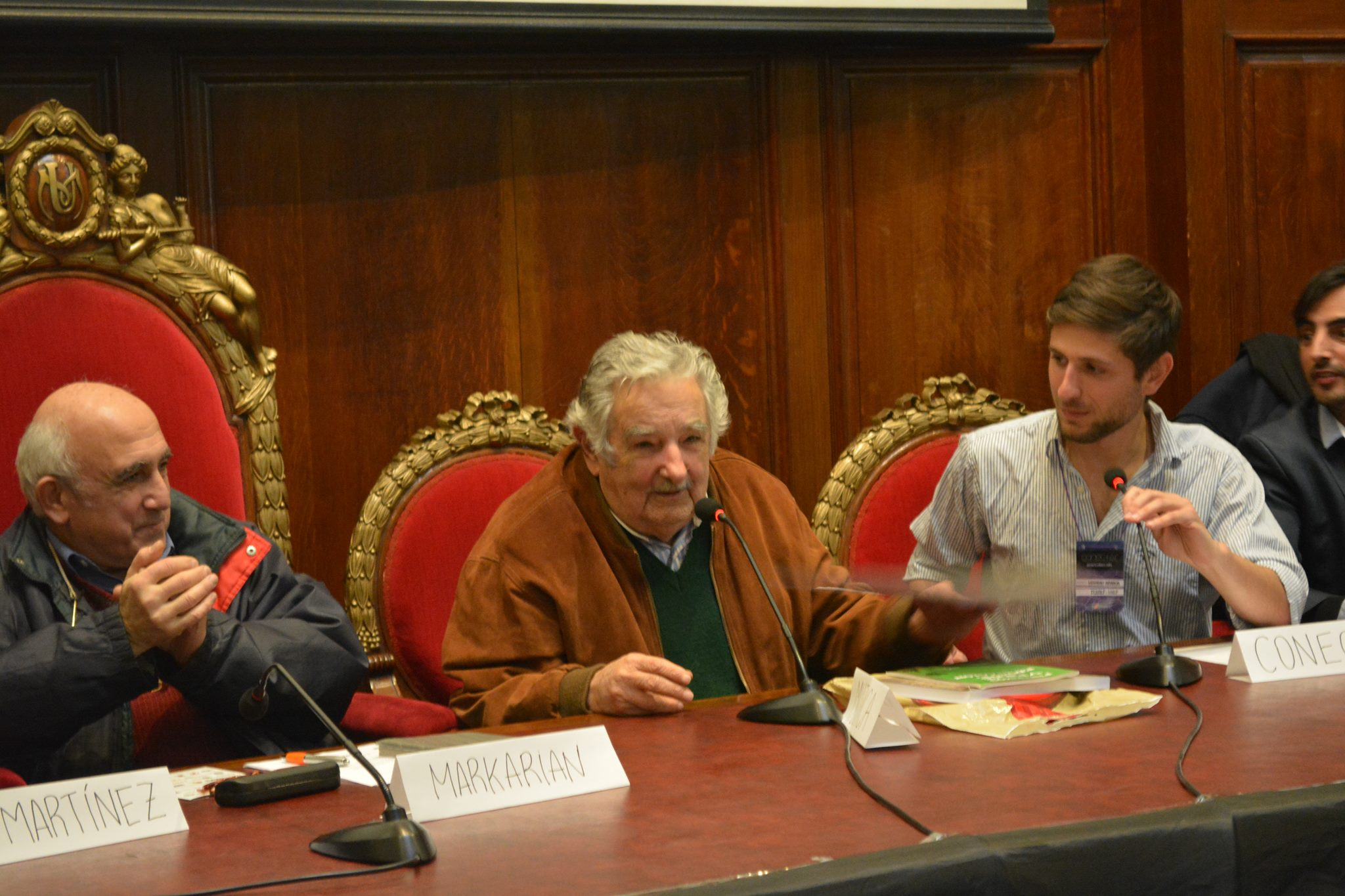
José "Pepe" Mujica (centro) en la apertura de la III edición del Congreso CONECTAR, junto a Roberto Markarian (izquierda) y Leandro Abaroa (derecha).

Se realizó durante los días 11, 12 y 13 de septiembre en el histórico salón Paraninfo de la UdeLaR (Montevideo, Uruguay). Entre los miembros del panel de apertura se encontraba el entonces intendente de Montevideo, Daniel Martínez. 
En la apertura del congreso habló el expresidente de Uruguay, José “Pepe” Mujica, quien disertó sobre la importancia de la ciencia y la tecnología para la civilización en los tiempos que siguen.
Los expositores este año fueron:
- Gustavo E. Romero, quien disertó sobre el tiempo y el espacio.

- Patricio Lorente, expresidente del consejo de administración de Wikimedia, habló sobre el software libre y la difusión del conocimiento.

- Leonor Thomson, bioquímica uruguaya.

- Ernesto Blanco, biomecánico, dio una charla sobre la Física y la música.

- Rodrigo Arocena, matemático, cinetista social y expresidente de la UdeLaR disertó sobre Ciencia, tecnología y sociedad.

- Walter Sosa, ingeniero uruguayo.

Además, se realizaron dos jornadas pre-CONECTAR durante el mes de agosto en la ciudad de La Plata, las cuales consistieron en charlas sobre temas científico-tecnológicos. Los expositores fueron:
- Gustavo E. Romero, quien dio una charla sobre Einstein y la Relatividad General.
- Andrés Rodriguez, ingeniero participante del proyecto ARSAT.

### Edición IV - 2016
Se realizó en el Salón Eva Perón del Anexo de la Honorable Cámara de Senadores de la Provincia de Buenos Aires, (La Plata, Buenos Aires; Argentina), los días 7, 8 y 9 de octubre.
En esta edición participaron más de 100 estudiantes de la UdeLaR. En total asistieron más de 300 estudiantes, siendo la edición con mayor concurrencia hasta ese momento.
Los expositores que disertaron en esta edición fueron:
- Diego Golombek, biólogo de la UNQui, disertó sobre cronobiología.

- Raúl Ciappina, ingeniero de la UNMdP, disertó sobre energías renovables.

- Rodrigo De Loredo entonces presidente de la industria satelital ARSAT habló al respecto de ésta.

- Diego Sarasola, neuropsiquiatra de la UNLP y director del Instituto Alexander Luria dictó una charla sobre neurociencias.

- Pablo Tubaro, biólogo y director de Museo de Cs. Naturales disertó sobre la evolución.

- Patricio Lorente, expresidente del consejo de administración de Wikimedia, disertó sobre la Fundación Wikimedia.

- Miguel Pesado, Ingeniero en Telecomunicaciones.

- Leonardo González Galli, biólogo, disertó sobre pseudociencias.

- Agustín Adúriz Bravo, epistemólogo, también habló sobre las pseudociencias.

- Héctor Vucetich, físico, dio una charla acerca de ondas gravitacionales.

Además de las charlas, se realizó una comisión de discusión sobre uso responsable de las nuevas tecnologías y bioética.

### Edición V - 2017
Se realizó en el Palacio Pizzurno del Ministerio de Educación de La Nación, en la Ciudad Autónoma de Buenos Aires, Argentina, durante los días 27, 28 y 29 de octubre.
Por la ubicación geográfica del congreso, al mismo concurrió una importante cantidad de estudiantes de distintos puntos del país.
Los expositores de esta edición fueron:
- Alejandro Vila, biólogo molecular, quien disertó sobre antibióticos.

- Adriana Serquis, física, habló de energías limpias.

- María Eugenia Farías, bióloga especializada en microbiología ambiental, disertó sobre microbiología.

- Florencia Luna, filósofa, disertó sobre bioética.

- Facundo Manes, neurólogo, dio una charla titulada ‘El valor del conocimiento’.

- Mario Benedetti, ingeniero del CERN, dio una charla sobre el Gran Colisionador de Hadrones.

- Raúl Lopardo, ingeniero,[14] disertó sobre ingeniería hidráulica.

- Martín Isturiz, doctor en farmacia y bioquímica, disertó acerca de Políticas en Ciencia y Tecnología.

- Carmen Nuñez, astrónoma especializada en física teórica, disertó sobre teoría de cuerdas.

- Guadalupe Nogues, bióloga, dio una charla titulada ‘Comunicar el valor de la vacunación’.

- Yamila Miguel, astrónoma que trabaja para la NASA,[15] brindó una videoconferencia en donde habló sobre la Misión Juno.

- Mariano Memolli, médico y presidente de la Fundación PROantártida, disertó sobre Ciencia en la Antártida Argentina.

- Marcelo Rubinstein, químico especializado en biología molecular, dio una charla sobre genética.

### Edición VI - 2018
Se realizó en el Planetario UNLP los días 26 y 27 de octubre. 
Concurrieron 400 estudiantes, entre ellos 150 de la Universidad de la República. Asistieron también miembros del consulado uruguayo en Argentina, en particular, estuvo presente la entonces Cónsul General, Lilian Alfaro. 
Los expositores de esta edición fueron:
- Rodolfo Gambini, físico uruguayo, disertó sobre la teoría de cuerdas.

- Pablo Strobl, biólogo, disertó sobre epigenética.

- Gustavo E. Romero, astrofísico y filósofo, dio una charla sobre Filosofía científica.

- Carolina Vera, meteoróloga, dio una charla titulada ‘Riesgos y desafíos asociados con el cambio climático’.

- Osvaldo Peinado, doctor en ciencias espaciales, brindó una videoconferencia sobre misiones a Marte y vuelos espaciales humanos.

- Ricardo Faccio, químico uruguayo, disertó sobre materiales de Carbono.

- Mariano Memolli, médico y presidente de la Fundación PROantártida, habló sobre ciencia en la Antártida.

- Adriana Baravalle, analista en sistemas, disertó sobre ciberseguridad.

- Ariel Haimovici, físico especializado en neurociencias.

- Gabriela González, física argentina integrante del proyecto LIGO, brindó una videoconferencia sobre ondas gravitacionales.

### Edición VII - 2019

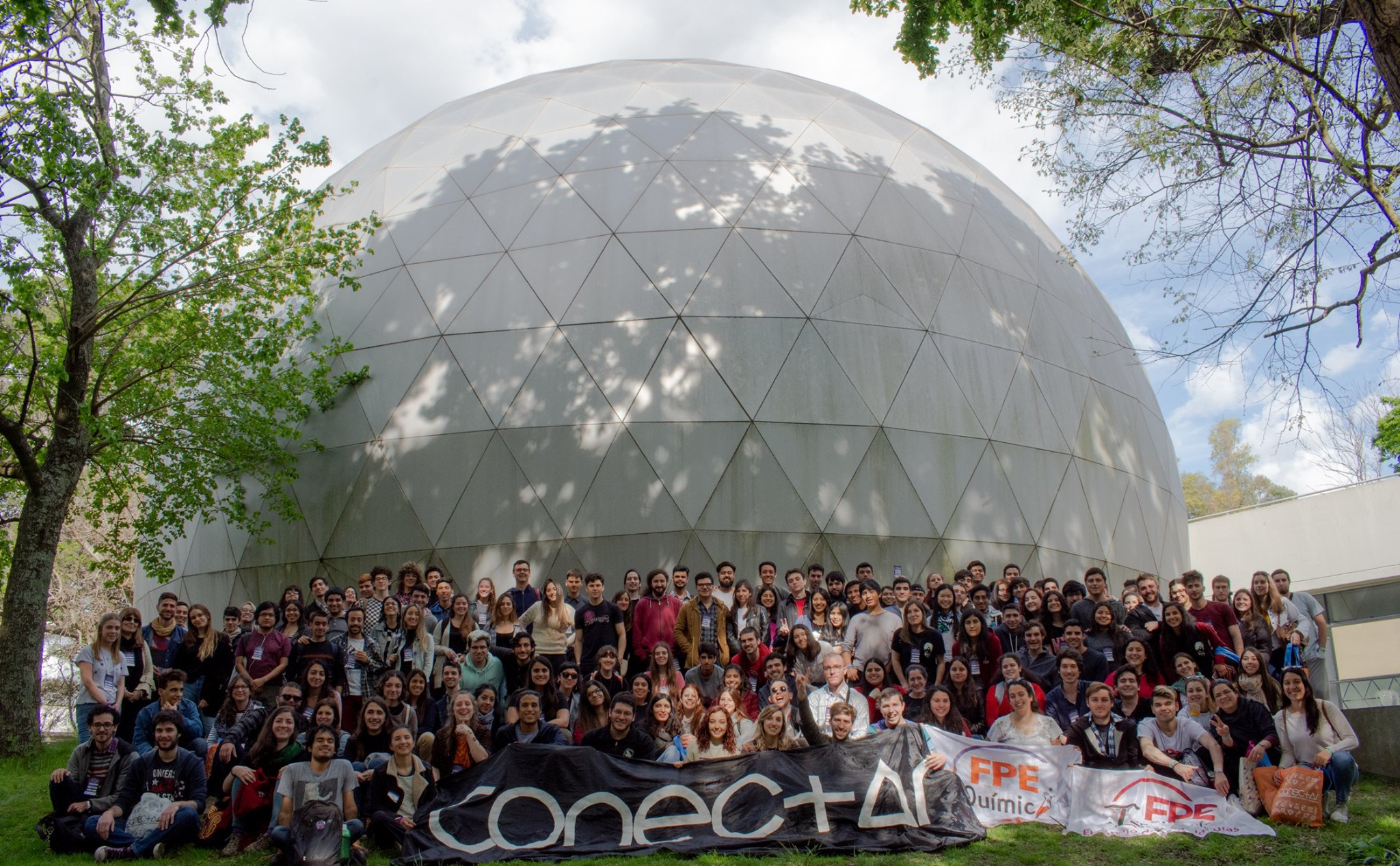
Foto grupal de la séptima edición del Congreso CONECTAR, año 2019

Se realizó en el Planetario UNLP los días 4, 5 y 6 de octubre. 
En esta edición se conmemoraron los 50 años de la llegada del ser humano a la Luna con la Misión Apolo 11.
Participaron más de 400 estudiantes de distintas carreras científico-técnicas, siendo 80 de ellos pertenecientes a la Universidad de la República.
Los expositores en esta edición fueron:
- Gustavo E. Romero, astrofísico y filósofo, dio una charla titulada ‘Ciencia, libertad y ética’.

- Viviana Cotik, doctora en ciencias de la computación, disertó acerca de la extracción de datos a partir de textos.

- Galo Soler Illia, químico especializado en nanotecnología, dio una charla titulada ‘Nanotecnología: programando la materia’.

- Diego Bagú, astrónomo, brindó una charla titulada ‘Marcianos’.

- Yaireska Collado, doctora en física espacial en la NASA, brindó una videoconferencia sobre eclipses solares y la meteorología espacial.

- Pablo de León, ingeniero aeroespacial, brindó otra videoconferencia, acerca de los nuevos planes de la NASA para el regreso a la luna y la exploración de Marte.

- Nicolás Pérez, físico uruguayo, disertó sobre el ultrasonido como un fenómeno básico y aplicado.

- Beatriz García, astrónoma, habló sobre los proyectos Pierre Auger y QUBIC.

- Gabriela Nicora, geofísica y miembro del Proyecto Relámpago[16] dio una charla titulada ‘Conexiones. ¿En qué se parece el estudio del ozono, la basura y los rayos?‘ en la que habló sobre el Proyecto Relámpago.

- Diego de Mendoza, bioquímico, disertó acerca de organismos modelos en biomedicina: los gusanos.

- Augusto Casas, geofísico, brindó una charla titulada ‘Empleando la sismología para el conocimiento de volcanes activos’.

- Pedro Rey Puma y Jorge Rojas dieron una charla en conjunto acerca de la tecnología blockchain y las criptomonedas.

Además de las charlas, se realizaron stands en los que participaron estudiantes de la Facultad de Ciencias Astronómicas y Geofísicas, quienes hablaron sobre volcanes y meteorología,  y otros pertenecientes a la Facultad de Cs. Agrarias y Forestales que explicaron la ciencia detrás del desarrollo de la miel de las abejas.

### Edición VIII - 2023
Se realizó en el Planetario UNLP los días 6, 7 y 8 de octubre. 
En esta edición el eje central fue el Desarrollo Sustentable.
Participaron más de 500 estudiantes de distintas carreras científico-técnicas.
Los expositores en esta edición fueron:
- Gustavo E. Romero, astrofísico y filósofo, dio una charla titulada ‘Origen del universo y antes’.

- Marcos Actis, ingeniero aeronáutico, disertó sobre el Proyecto Tronador II.

- Jorge V. Crisci, doctor en biología, dio una charla titulada 'La evolución biológica'.

- Laura A. Correa, bióloga, disertó sobre si es posible comer carne sin matar animales.

- Ana Carolia Ronda, bioquímica, dio una charla titulada 'Un viaje al fondo del Pacífico'.

- Marcelo Cetkovich-Bakmas, psiquiatra, disertó sobre la ciencia de datos, al inteligencia artificial y el Big Data en la neuropsiquiatría.

- Matías Grinberg, director del Instituto Humai, disertó sobre la inteligencia artificial y neurociencias.

- Matilde M. Rusticucci, meteoróloga, disertó sobre el cambio climático y sus impactos.

- Alejando Batista, abogado, dio una charla sobre los desafíos legales de las nuevas tecnologías.

- Martin Kowalewski, antropólogo, dio una charal titulada 'Desafíos en la conservación de primates y el científico-activista'.
- Leandro Abaroa, astrofísico, dio una charla titulada '¿Qué es y para qué sirve la ciencia?'
- Pablo Groisman, matemático, dio una charla titulada 'Azar al azar'.

- Federico Kukso, periodista científico, dio una charla titulada 'Por una cultura del asombro, por qué es importante contar (bien) la ciencia'.

- Fernando Monticelli, físico de partículas, disertó sobre los aportes de argentinos en el LHC y fabricando hardware para ATLAS.

Además de las charlas, se realizaron stands en los que participaron estudiantes de la Facultad de Ciencias Astronómicas y Geofísicas, la Facultad de Ingeniería, otros pertenecientes a la Universidad Nacional de La Plata, y diversas empresas.

## Avales, reconocimientos y difusión
El Congreso CONECTAR, a lo largo de sus siete ediciones, recibió reconocimiento institucional por parte de las siguientes entidades:
Universidad Nacional de La Plata (UNLP),
Universidad de Buenos Aires (UBA),
Universidad de La República (UdeLaR),
Federación Universitaria Argentina (FUA),
Federación de Estudiantes Universitarios del Uruguay (FEUU),
Organización Continental Latinoamericana y Caribeña de Estudiantes (OCLAE),
Honorable Cámara de Senadores de la Provincia de Buenos Aires,
Ministerio de Ciencia y Tecnología de Buenos Aires, y de la
Intendencia de Montevideo (Uruguay).
	Por otro lado fue destacado y anunciado por medios de comunicación nacionales e internacionales.